# Bank Street
Il Bank Street, conosciuto per un tempo anche come Bank Lane, è stato uno stadio di calcio situato nel distretto di Clayton, Manchester.